# ラムタラ
ラムタラ（Lammtarra, 1992年2月2日 - 2014年7月6日）は、アメリカ合衆国で生産され、イギリスとアラブ首長国連邦ドバイで調教された競走馬。イギリスと日本で種牡馬として供用された。

## 概要
1994年にデビュー。初戦を勝利したのち、翌1995年春に長期休養明けでイギリスのクラシック競走・ダービーステークスに優勝。その後夏から秋にかけて、古馬（4歳以上馬）を交えたイギリスの最高格競走・キングジョージ6世&クイーンエリザベスダイヤモンドステークス（以下、「キングジョージ」と記述）と、同様のフランスの競走・凱旋門賞を無敗のまま制覇し、1971年のミルリーフ以来、史上2頭目のヨーロッパ三大競走完全制覇を達成した。通算成績は4戦4勝。
競走馬引退後はイギリスで種牡馬入りしたが、1996年に日本の生産者団体が3000万ドルで購入し、日本へ導入されたことで、競馬を離れた一般の耳目も集めた。しかし期待された産駒成績は挙がらず、2006年に24万ドルでイギリスへ買い戻され、以後は同地で余生を送った。

### 馬名
文語である現代標準アラビア語が由来。لم تر（lam tara、主語は省略されているが目であることが示唆される「それは見なかった」）という語形で「目で見えなかった」という意味になるが、つづり間違いのلم ترى（lam tarā）やさらにはلمطارة（lamṭārah）も見られ揺れがある。
外国語訳自体は定まっておらず英語では「invisible（目に見えないもの）」という説明が多い。日本語では「決して見ることがない」、「神の見えざる力」といった訳がある。また、石川ワタルは「無敵 (invincible) 」という意味であると紹介している。管理調教師の殺害や、自身の生命の危機の克服、その戦績と馬名との連想などから、日本においては「奇跡の名馬」または「神の馬」とも紹介された。

## 生涯

### 誕生からデビューまで
1992年、アラブ首長国連邦ドバイの首長モハメド・ビン＝ラーシド・アル・マクトゥーム（ムハンマド・ビン・ラーシド・アール・マクトゥーム）がアメリカ合衆国ケンタッキー州に所有するゲインズバラファームに生まれる。父は1970年のイギリス三冠馬であり、種牡馬としても数々の活躍馬を輩出していたニジンスキー、母は1989年のオークスを2位入線からの繰り上がりで優勝したスノーブライド。ニジンスキーはラムタラ誕生の2か月後に死亡したため、その最終世代の産駒となった。
翌1993年7月、マクトゥーム一族所有馬の専属調教師の一人であったアレックス・スコットに見初められ、同年冬にはイギリス・ニューマーケットのオークハウス厩舎に移動した。その後モハメドの甥サーイド・マクトゥームの所有馬となったが、サーイドは18歳の学生であったため、実質的な所有はモハメドが創設した競走馬管理組織ゴドルフィン・レーシングが行った。スコットのアシスタントを務めていたデイヴィッド・フィップスによれば、入厩当初のラムタラは穏和で、優れた馬ではあったが、凱旋門賞などの大競走を制すると予感させるほどではなかった。しかしスコットはその素質の高さを確信し、本格的な調教が始まった頃には妻ジュリアに対し「ダービー馬になる」と予告していた。

### 戦績
初戦は1994年8月、鞍上にスコットの友人でもあるウォルター・スウィンバーンを配し、リステッド競走のワシントンシンガーステークスで迎えた。スタートから行き脚が鈍く最後方からのレース運びとなり、最後の直線でも伸びを見せなかった。しかしスウィンバーンが鞭を入れると鋭い反応を見せ、先頭を行く牝馬マイフェアを3/4馬身差し切って初勝利を挙げた。スウィンバーンは「若駒に鞭は使いたくなかったが、仕方なかった。このままでは困ったことになると思ったのです」と回顧している。この勝利の直後、スコットはブックメーカーに赴き、ダービーに向けたラムタラの前売り単勝馬券を1000ポンド購入した。
競走後も日ごとに動きが良化し、厩舎内でも特に優れた馬と見られ始めた。その後は秋に向けて調整が行われていたが、調教中に捻挫を起こし、以降のシーズンの出走を見送った。この後、冬場の調教に備え、ラムタラは温暖なドバイのサイード・ビン・スルール厩舎へ送られた。春には戻ってくるという約束があったが、ジュリアによればスコットはラムタラを連れて行かれたことに不満を感じていたという。
9月30日、ゴドルフィンのスタッフがスコットの厩舎を訪れ、ラムタラと、もう1頭ドバイに送られていたタマヤズが戻ってくるとスコットに伝えた。スコットはこれを大いに喜び、アシスタントのフィップスに対し「すごいぞ、両方とも戻ってくるぞ」と伝えた。その後、厩舎の庭師を伴い、かねてスコットと諍いが絶えなかった厩務員、ウィリアム・オブライエンへの解雇通告に向かった。そしてフィップスとの会話から約1時間後の午後6時10分、スコットは逆上したオブライエンに物置内で銃撃され死亡した。38歳であった。
調教師を失ったラムタラは、そのままサイード・ビン・スルールの管理下へ移った。10月18日にはスコットの追悼式が行われ、挨拶に立ったスウィンバーンは「私たちに現在できることは、ラムタラがダービーに勝ってくれるように、願うことしかないのです」と語った。
翌1995年3月、ラムタラは突如として肺の感染症を患い、一時は生命を危ぶまれる重篤な状態に陥った。しかし当時最新の獣医療技術を集積したドバイ馬事病院に入院し、一命を取り留める。ゴドルフィンのスタッフはラムタラの戦線復帰をシーズン後半と見込んでいたが、モハメドはダービー出走を計画し、回復から間もなくして調教が再開された。クラシック初戦・2000ギニーが行われた頃にイギリスに戻り、サイード・ビン・スルールがニューマーケットに置く厩舎に入った。以後調教が進められ、3歳の初戦として直接ダービーへの出走が決まった。ラムタラの調教パートナーも務めたヴェットーリに騎乗したランフランコ・デットーリは、その時のラムタラの走りからダービー勝利の見込みは薄いと感じたといい、デビュー以来キャリアがない点や、肺病で調教も不順だったことから、「ラムタラのダービー出走が決定された時には、みな本当に気が狂った、としか思えなかった」と語っている。なお、デットーリはゴドルフィン所有馬のタムレに騎乗してダービーに臨んだ。

#### ダービー
ダービー当日は前走の2000ギニーまで無敗の6連勝中であったペニカンプが15頭立ての1番人気に支持され、ラムタラは6番人気の評価であった。競走前、スウィンバーンは道中で「3番手か4番手」を進むよう指示を受けていたが、ラムタラはスタートから行き脚が付かず、後方からのレース運びとなった。最終コーナーから最後の直線に入ると、並走する馬や失速してきた先行馬に包まれる形となり、一時進路を失った。しかし残り2ハロン（約400m）から馬場の中央に持ち出すと、先行勢を急追し、先頭を走るタムレから6馬身半の差をゴール前で逆転、同馬に1馬身差を付けて優勝した。走破タイム2分32秒31は、1934年にマームードが記録したタイムを一挙に1秒半短縮するダービーレコードであり、20年前にバスティノが記録したコースレコードも1秒短縮するものだった。過去1戦のキャリアでダービーを勝ったのはボワルセル（1938年）、モーストン（1973年）に続く3頭目、19世紀に存在したダービーが初出走という馬を除いては、2歳時からの休み明けで勝ったのはラムタラが史上初めての例となった。
競走後のインタビューで、スウィンバーンは次のように語った。
また、ダービー出走の判断とドバイ経由の調教の正しさを証明する形となったモハメドは、「この馬をここに連れてきて勝ったことは、自分の服色の馬が4回ダービーに勝つよりも大きな喜びを与えてくれました」と述べ、また「もしアレックス・スコットがここにいたならば、はるかに幸せだったでしょう」とも語った。スコットが生前に買っていたラムタラの単勝馬券1000ポンドは、規則では購入者死亡のため無効となるものであったが、購入を受け付けたブックメーカーのラドブロークス社は特例として有効と認め、ジュリア・スコットに3万4000ポンドの配当金が支払われた。なお、名義上のみではあるものの、馬主のサイードはこの勝利で史上最年少のダービーオーナーとなっている。

#### キングジョージ
次走はアイリッシュダービーに登録。ここまで6戦5勝、全欧の3歳馬で最高レートの130ポンドのレイティングを与えられていた ジョッケクルブ賞（フランスダービー）優勝馬・セルティックスウィングとの対戦が注目を集めたが、競走直前に右後脚を捻挫して出走を回避。代わって20日後のキングジョージ6世&クイーンエリザベスダイヤモンドステークスに登録した。競走の3日前、ラムタラの騎手がランフランコ・デットーリに代わることが発表され、イギリス国内で大きな反響を呼んだ。ラムタラの伝記を執筆したローラ・トンプソンは、当時の状況を次のように伝えている。

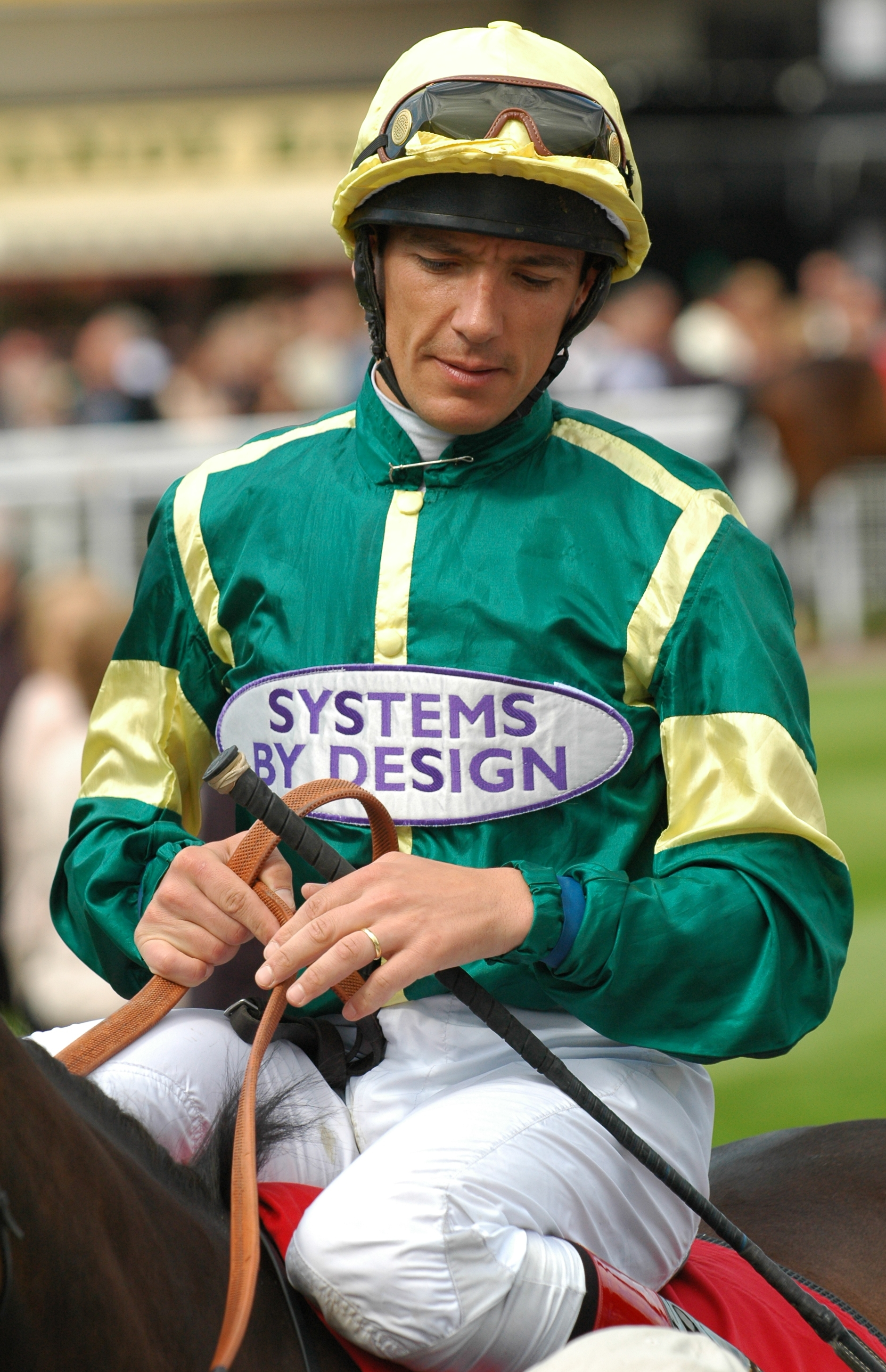
ランフランコ・デットーリ

モハメドは「騎手を選ぶ決定権は馬主にある」と語り、ゴドルフィンのレーシングマネージャー、サイモン・クリスフォードは「フランキー（デットーリ）は厩舎の騎手なので、乗ってもらうことにしました」と語ったのみであった。スウィンバーンはこの件について一切の不満を漏らさず、「それでいいと思います。これからはデットーリで勝ち続けて欲しいし、心から応援したい」と語った。デットーリは後に自著において、「ラムタラに騎乗できるだけでも嬉しかった僕は、騎乗依頼を即座に受けたものの、もし負けでもしたら、ウォルターだったら勝てたのに、と言われるだろうとも考えた」と、当時の心境を回想している。
当日は7頭立てで、ラムタラは1番人気に支持された。スタートが切られるとラムタラは2番人気のペンタイアと並んで最後方を進んだ。デットーリは残り4ハロン（約800m）付近からスピードを上げようとしたが、ラムタラはデットーリが意図したほど合図に応えず、ペンタイアが先に先団へ上がっていった。最終コーナーでは内側を走っていたエンヴァイロメントフレンドと接触して外に弾かれたが、この瞬間からラムタラはスパートを掛け、ペンタイアと並んで最後の直線に入った。直線ではペンタイア、ストラテジックチョイスと激しく競り合った末、ゴール前で首差抜け出してこれを制した。ダービーとキングジョージを無敗のまま連勝した馬は、父ニジンスキー（1970年）、ナシュワン（1989年）以来、史上3頭目であった。デットーリはペンタイアとの競り合いをボクシングに喩え、「パンチを受けてもノックアウトでやり返すラムタラは、真のプロボクサーだ」と称えている。

#### 凱旋門賞 - 引退
その後しばらく出走することはなく、10月にフランスの最高格競走とされる凱旋門賞に直接出走した。デットーリは、自身が騎乗して前哨戦のフォワ賞で2着となっていたバランシーン（ゴドルフィン所有）とラムタラのどちらに騎乗するかを迷っていたが、モハメドに相談した際に「ラムタラを手放すな」と助言され、ラムタラを選択した。バランシーンの鞍上には、デットーリに代わってスウィンバーンが据えられた。
戦前のモーニングライン（予想オッズ）で1番人気となったのは日本の吉田照哉が所有するカーリングで、他にもフォワ賞を制した前年度優勝馬カーネギー、デビュー以来5連勝中のスウェインなどが名を連ねたが、ラムタラは競走当日の単勝オッズで1番人気に支持された。レースでは好スタートから初めて先行策を見せ、ペースメーカーのルソーに次ぐ2番手を進んだ。レースはそのまま推移したが、デットーリはスローペースによって、優れた瞬発力を持つ馬に直線で一気に交わされることを危惧し、全体のペースを上げるため、ロンシャン競馬場特有の「フォルス・ストレート」からスパートを掛けた。最後の直線半ばでは上がってきたフリーダムクライにクビ差まで迫られたが、ラムタラはそこから再度の伸びを見せ、ゴールでは同馬の追走を1馬身振り切って優勝。1971年の優勝馬ミルリーフ以来、史上2頭目（無敗馬としては史上初）の、欧州3大レース（日本のみヨーロッパ三冠と呼ぶ）完全制覇を果たした。
競走後、デットーリは涙を見せながら「この馬はライオンの心臓を持っている。我慢し、全力で走り、戦った。これまでで、僕が知っている最高の馬だ」と語り、記者から「これまで乗った馬、見たことのある馬の中でラムタラがベストの馬か」と問われると、「もし、この馬より強い馬がいるというのなら、ぜひ乗ってみたいものだね。ラムタラは、僕たちが長らく出会ったことのなかった、最高の馬だ」と答えた。表彰式でオーナーのサイード・マクトゥーム・アル・マクトゥームに代わってラムタラの引き手を握ったシェイク・モハメドは「ダービーの日と同じように、今日は最高の気分だ。こんな気持ちになったのは、私のレース経験で初めてのことだ。ラムタラは素晴らしい。私が知る限りではベストの馬だ」と語った。サイード・ビン・スルールは言葉が見つからず何も語らなかったが、彼の代理としてゴドルフィン・レーシングマネージャーのサイモン・クリスフォードは「ラムタラは、我々が勝つために必要だと考えていたことをすべてやってくれた。ダービーの頃は子供っぽくて、小さなスクールボーイのような馬だったのに、今日の彼は完璧なレーシング・マシンだった。彼の課題はレース経験の少なさだった。キングジョージの後、我々はその欠点を克服しようと試み、そして成功した。動きも一段と良くなり、我々は凱旋門賞でいいレースができるという自信を持つことができた」と代弁した。
その後は生国アメリカのブリーダーズカップ・ターフに出走するプランもあったが、レース間隔が短かったために出走を見送り、競走10日後の10月11日、競走生活からの引退と種牡馬入りが発表された。1カ月余り後にはヨーロッパの年度表彰・カルティエ賞の選考結果が発表されたが、ラムタラは最優秀3歳牡馬に選出されたものの、年度代表馬はマイル戦線でGI競走4勝を挙げた牝馬・リッジウッドパールが選出され、論議を呼んだ（後述）。

### 種牡馬時代

#### 日本への輸出
凱旋門賞の前にアメリカの生産者から1800万ドルで購買の申し入れがあったが、これは成立せず、競走馬引退後はゴドルフィンがイギリスに所有するダルハムホールスタッドに入った。初年度の種付け料は3万ポンドに設定され、凱旋門賞優勝牝馬アーバンシーなどを含む56頭への種付けが行われた。
このシーズン中の5月末、日本の生産者団体ジェイエスより、2000万ドルでの購買が打診される。この申し入れは拒否され、6月にも2500万ドルでの交渉があったが、再度拒否となった。これを受けた6月23日、日本では8名の生産牧場代表を中心として会議が行われ、ラムタラの適正な購買価格、資金の回収方法等の方策などが話し合われた。この結果、3000万ドル（約33億円。当時）を5回払いという条件で3度目の交渉が行われた。返答を待つ間の6月28日には、この交渉がスポーツ新聞に漏れて記事となり、1株2頭の種付け権で40株を予定していたシンジケートに対し、当日のうちに100件を超える問い合わせが寄せられた。そして7月2日、ドバイ側より「3000万ドルを一括払い、モハメド殿下に毎年5頭分の無償種付け権を付与」という条件で売却の意志が伝えられた。この条件で交渉が成立し、7月10日、ダルハムホールスタッドで契約が行われた。この時、スタッド職員は「本当は売りたくない」という意志を示すために、契約書類への記入に際してインクが出ないボールペンを渡したという。ジェイエス代表の矢野秀春によれば、「スタッドの関係者はラムタラを売ることを絶対に嫌がる」という予測から、ジェイエスはスタッドマネージャーを避け、レーシングマネージャー（競走部門責任者）を通じて交渉を行っていたという。
イギリスにおいてラムタラ売却が報じられると、「日本人が金の力に物を言わせて名馬を買い漁る」という旨の批判的な記事が、雑誌や新聞紙上に相次いで載せられた。また、1980年代のバブル景気の頃より数々の名馬を日本へ手放したアメリカにおいても同様の非難の声が上がり、日本国内でも一部の競馬評論家がイギリスに留めるべきとの批判を行った。
契約直前に決定されていたシンジケートは、2頭の種付け権を付与した1株が1億800万円、総株数41で総額44億2800万円というものであった。日本国内では1990年に社台グループの吉田善哉がアメリカから輸入したサンデーサイレンスに対して組まれたシンジケート額・24億9000万円を遙かに凌ぐ、史上最高額のシンジケートであった。この輸入は競馬サークルのみならず一般の関心も集め、10月4日のラムタラ成田空港到着時には、その戦績と高額のシンジケート紹介とともに、一般ニュースでも報じられた。

#### ラムタラ導入の意図
当時の日本競馬界においては、国内最大の生産組織・社台グループが所有するサンデーサイレンスの産駒と、日本国外で生産された外国産馬が大きな勢力を占めており、馬を売って生計を立てるマーケットブリーダーが集まる北海道日高地方においては、馬主に対するコマーシャル面で強い訴求力を持つ独自の存在が求められていた。外国産馬に対する出走制限の緩和も急速に進んでいたことから、矢野は「ただ静観していては、未来はない。思い切った策に出るしかなかったんです」と語っている。発起人の生産者8名の間では、ラムタラが3000万ドルに値する名馬であるという見解で一致し、また円高であった当時の経済状況を逃せば、同じクラスの馬は二度と導入できないのではないかとの見通しもあった。俗にあった「サンデーサイレンス・社台に対抗するためではないか」との見方について、矢野は「サンデーは、お金を出せば誰でも付けられますし、事実、静内の生産者の多くがお世話になっています。サンデー憎しという気持ちはありません」と、これを否定した。
白井寿昭は「手の届かないはずの名馬に手が届いた。バブル経済の影響は大きかったと思うね。サンデーサイレンスに対抗するための導入…なんて声もあったけど、その意見に僕は否定的で、かつてのテスコボーイが与えてくれたような夢を、日高の生産者は見ていたんじゃないかな。もっとも、このような熱意は血統の更新に必要なもので、結果は伴わなかったとしても、それは日本の競馬発展につながっていくと思う」と評している。

#### 種牡馬成績
1999年にヨーロッパにおける初年度産駒がデビュー。この中から凱旋門賞馬アーバンシーの娘メリカーがアイリッシュオークス2着、エプソムオークス3着した。
日本では日高の生産者を中心に初年度112頭と交配、2000年に87頭がデビューした。2002年にミレニアムスズカが阪神ジャンプステークス、メイショウラムセスが富士ステークス、2003・2004年にマルカセンリョウが名古屋大賞典・かきつばた記念と、それぞれ重賞に勝利した。しかしGI戦線で活躍する馬は現れず、以後の世代からもダートグレード競走や地方競馬限定の重賞勝ち馬を散発的に出すに留まった。種牡馬ランキングの最高位は2003年の16位（JBIS集計分）であった。気性難や虚弱体質などの欠点を持つ産駒が多かったとされる。
2006年、ラムタラはイギリスに売却されることとなった。売却額は24万ドル（約2750万円、当時）で、購入額3000万ドルの100分の1未満であった。

#### 種牡馬引退後
種牡馬を引退してイギリスのダルハムホールスタッドで余生を送り、2014年7月6日に22歳で死亡した。

## 競走成績
| 出走日        | 競馬場       | 競走名              | 格 | 距離     | 着順 | 騎手             | タイム   | 着差    | 1着（2着）馬  |
| ------------- | ------------ | ------------------- | -- | -------- | ---- | ---------------- | -------- | ------- | ------------- |
| 1994年8月12日 | ニューベリー | ワシントンシンガーS | L  | 芝7f     | 1着  | W.スウィンバーン | 01:28.26 | 3/4馬身 | (Myself)      |
| 1995年6月10日 | エプソム     | ダービー            | G1 | 芝12f10y | 1着  | W.スウィンバーン | R2:32.31 | 1馬身   | (Tamure)      |
| 1995年7月22日 | アスコット   | KGVI&QES            | G1 | 芝12f    | 1着  | L.デットーリ     | 02:31.01 | クビ    | (Pentire)     |
| 1995年10月1日 | ロンシャン   | 凱旋門賞            | G1 | 芝2400m  | 1着  | L.デットーリ     | 2.31.8   | 1馬身   | (Freedom Cry) |

## 主な産駒
- 1997年産
  - メリカー (Melikah) （アイリッシュオークス2着、エプソムオークス3着）
- 1998年産
  - メイショウラムセス（富士ステークス）
  - マルカセンリョウ（名古屋大賞典、かきつばた記念）
  - ミレニアムスズカ（阪神ジャンプステークス）
  - ロイヤルエンデバー（埼玉新聞杯、テレビ埼玉杯）

- 1999年産
  - シメオン (Simeon) （英クラシックトライアル）
  - タニノミストラル（上山・酒田まつり賞）

- 2001年産
  - ベルモントノーヴァ（しらさぎ賞、トゥインクルレディー賞、東京シンデレラマイル)

- 2003年産
  - レッドスターリリー（黒潮菊花賞）

- 2004年産
  - タニノウィンザー（肥後の国グランプリ3連覇、大阿蘇大賞典連覇、九州記念連覇）

- 2005年産
  - マサノミネルバ（エーデルワイス賞）

### 母の父としての産駒
- 2005年産
  - トーワヒヨシマル（阪神スプリングジャンプ 父マンハッタンカフェ）

- 2006年産
  - イナズマアマリリス（ファンタジーステークス 父スエヒロコマンダー）

- 2007年産
  - ヒルノダムール（天皇賞（春）、大阪杯 父マンハッタンカフェ）
  - Rajsaman（ミュゲ賞、ダニエルヴィルデンシュタイン賞、パース賞、フォンテヌブロー賞 父Linamix 母Rose Quartz）
  - プリモエナジー（リリーカップ 父スマートボーイ）

- 2008年産
  - ラヴフェアリー（兵庫クイーンカップ 父アフリート）

- 2009年産
  - Masterstroke（ドーヴィル大賞典 父Monsun）
  - メイレディ（兵庫ダービー、兵庫若駒賞、ル・プランタン賞 父ジェニュイン）

- 2010年産
  - ビービーコモン（王冠賞、ステイヤーズカップ 父バブルガムフェロー）
  - トラバージョ（戸塚記念、黒潮盃 父ワイルドラッシュ）

- 2012年産
  - シークロム（スプリングカップ、イーハトーブマイル、青藍賞 父ローレルゲレイロ）

- 2013年産
  - Moonlight Magic（Meld Stakes 父Cape Cross）
  - スアデラ（習志野きらっとスプリント 父ゴールドアリュール）
  - ナンゴクロックオン（たんぽぽ賞 父ダンツシアトル）

- 2014年産
  - Royal Line（September Stakes 父Dubawi）
  - コンサートドーレ（早池峰スーパースプリント 父サウスヴィグラス）

- 2015年産
  - ボーダレスガール（フルールカップ 父ゴールドアリュール）

- 2018年産
  - キヨラ（2018年産 オパールカップ 父エピファネイア）

- 2021年産
  - トワイライトウェイ（2021年産 ジュニアグランプリ 父ジャスタウェイ）

## 戦績・競走能力に対する低評価とその背景
ランフランコ・デットーリは、ダービー、キングジョージ、凱旋門賞の三競走を全勝することは、「競馬に関わる者が等しく抱く野心」であるとしている。しかし、ラムタラは実際にこれを無敗のまま全勝したにもかかわらず、出走回数がわずか4レースと極めて少なかったこともあり、年度代表馬に選出されなかった。カルティエ賞の結果を報じたタイムズは、「多くの場合は、最高の馬にはカリスマ性がある。しかしときには、そうならないこともあるのだろう。今回のカルティエ賞は、それを知らしめる最高の事例となった」と論評した。
イギリスの競馬関係者のラムタラに対する評価としては「（ラムタラは）確かに素晴らしく強い。だが、かつての名馬の上に燦然と君臨するほどのものではない」というものが多く、その詳細としては「ラムタラには、名馬の証であるダイナミックな加速能力がない。彼の末脚には、ニジンスキー、サーアイヴァー、そしてダンシングブレーヴに伍するほどの迫力はない」というものがあった。さらにキングジョージに至っては「恵まれて勝利を手にした」と評され、ペンタイアに騎乗したマイケル・ヒルズが早仕掛けしたことでラムタラは後方で力を温存して直線で末脚を伸ばすことができたとされ、もしヒルズがもう100m仕掛けを遅らせていたらペンタイアはラムタラを楽に負かしていたと言われた。
各競走に対する評価（レイティング）も低いものであった。ダービー優勝に対して与えられたレート・123ポンドは、1969年のブレイクニー以来となる低評価であり、キングジョージ優勝時の124ポンドは、前年優勝のキングスシアターを2ポンド下回る、過去10年間で最も低い評価だった。凱旋門賞を経ての最終的な評価はヨーロッパ調教馬で最高の130ポンドであったが、これも前年のバランシーン（牝馬）と共に10年間での最低評価であり、アメリカの年度代表馬・シガーを2ポンド下回っていた。イギリス競馬委員会 (BHB) は、「ラムタラの勝った3つのレースにはトップクラスの馬が出走しておらず、したがって着差を考えると、ラムタラを最高にランクすることはできない」とした。着差という点について、デットーリは「みんな本当に心が狭い。凱旋門賞でも、1着と2着との間の着差しか見ていない。でも全体を見て欲しいよね。1着から最後尾までの着差は80馬身もあったのだ。（中略）ランド、ストラテジックチョイス、カーネギー、バランシーン、みんなずっと後方だったんだ! ラムタラがいかに偉大であるかは、それがはっきり示している」と反論している。またデットーリはラムタラのレーススタイルについて、「着差を付けないで勝つ。それがラムタラさ。彼は競馬を楽しんでいるし、着差を付けないで勝つことが好きなんだ。弱い相手でも、やっぱり差を付けないで勝つだろう。挑戦することが好きだし、格闘することが好きなんだ。変わった奴だよ」とも評している。

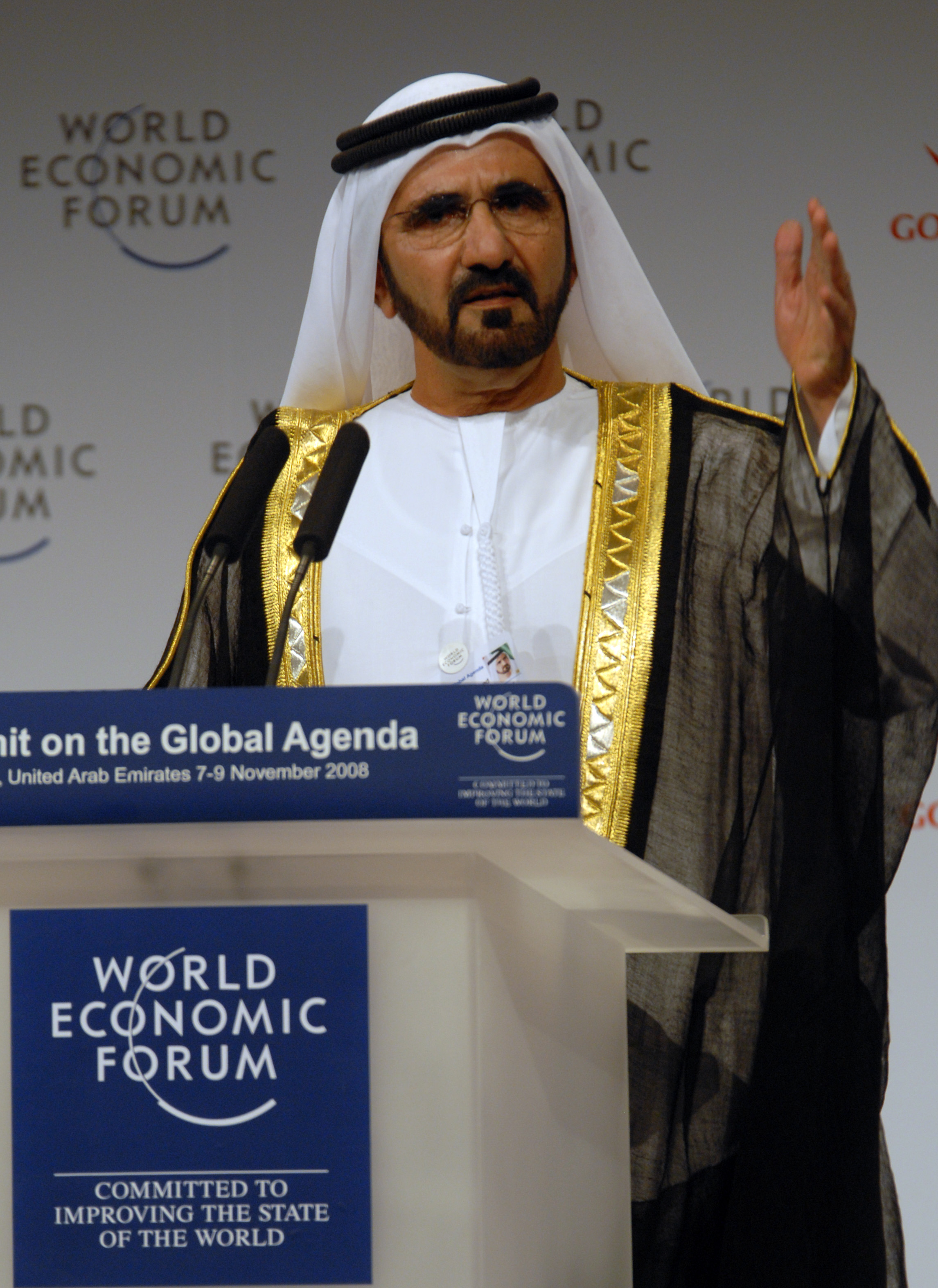
マクトゥーム一族はアラブ首長国連邦ドバイを統治し、2006年からはモハメド（画像）が首長を務めている。

低評価の背景には、イギリス競馬界で急速に勢力を拡大するマクトゥーム一族への反感が作用したとの見方もある。ローラ・トンプソンは、ラムタラが年度代表馬を逃した背景にはマクトゥーム一族への嫉妬があるとし、イギリスの競馬関係者にとって、マクトゥーム一族が「石油の海に浮かび、次々と成功を収めていく外国人、何を考えているか分からない、気むずかしき外国人」であったのに対し、リッジウッドパールを所有するコフラン夫妻が「『普通』の人たち」「好感の持てるアイルランド人」であったことが影響を及ぼしたと論じている。さらに、日本人騎手に伴っての渡欧経験が豊富な日刊スポーツ記者の松田隆は、「リッジウッドパールがロンドンのダブルデッカー（2階建てバス）なら、ラムタラは米国で造られた日本車ぐらいの違いがある」とし、イギリス人がアメリカ人ほど他人種に寛容ではないとした上で「そんな事情がどこまで影響したかわからないが、まったく無関係である、と断言できないのが悲しい」と述べている。また、『サラブレッド・ビジネス - ラムタラと日本競馬』の著者・江面弘也は、「オイルマネーを後ろ盾にしてヨーロッパの大レースを勝ちまくるマクトゥーム一族を目の当たりにしたとき、イギリス貴族にはかつてペルシャ湾で猛威を振るった『海賊』を見るような思いがしたかも知れない。そう考えれば『ドバイの馬』に対するイギリス競馬界の冷ややかな態度も少しは納得できる」と述べている。

## 血統表
| ラムタラの血統                   | ラムタラの血統                             | ラムタラの血統                             | （血統表の出典）                           | （血統表の出典） |
| 父系                             | ニジンスキー系                             | ニジンスキー系                             | ニジンスキー系                             |                  |
| 父 Nijinsky 1967 鹿毛 カナダ     | 父の父Northern Dancer 1961 鹿毛 カナダ     | Nearctic                                   | Nearco                                     | Nearco           |
| 父 Nijinsky 1967 鹿毛 カナダ     | 父の父Northern Dancer 1961 鹿毛 カナダ     | Nearctic                                   | Lady Angela                                |                  |
| 父 Nijinsky 1967 鹿毛 カナダ     | 父の父Northern Dancer 1961 鹿毛 カナダ     | Natalma                                    | Native Dancer                              | Native Dancer    |
| 父 Nijinsky 1967 鹿毛 カナダ     | 父の父Northern Dancer 1961 鹿毛 カナダ     | Natalma                                    | Almahmoud                                  |                  |
| 父 Nijinsky 1967 鹿毛 カナダ     | 父の母Flaming Page 1959 鹿毛 カナダ        | Bull Page                                  | Bull Lea                                   | Bull Lea         |
| 父 Nijinsky 1967 鹿毛 カナダ     | 父の母Flaming Page 1959 鹿毛 カナダ        | Bull Page                                  | Our Page                                   |                  |
| 父 Nijinsky 1967 鹿毛 カナダ     | 父の母Flaming Page 1959 鹿毛 カナダ        | Flaring Top                                | Menow                                      | Menow            |
| 父 Nijinsky 1967 鹿毛 カナダ     | 父の母Flaming Page 1959 鹿毛 カナダ        | Flaring Top                                | Flaming Top                                |                  |
| 母 Snow Bride 1986 栗毛 アメリカ | 母の父Blushing Groom 1974 栗毛 フランス    | Red God                                    | Nasrullah                                  | Nasrullah        |
| 母 Snow Bride 1986 栗毛 アメリカ | 母の父Blushing Groom 1974 栗毛 フランス    | Red God                                    | Spring Run                                 |                  |
| 母 Snow Bride 1986 栗毛 アメリカ | 母の父Blushing Groom 1974 栗毛 フランス    | Runaway Bride                              | Wild Risk                                  | Wild Risk        |
| 母 Snow Bride 1986 栗毛 アメリカ | 母の父Blushing Groom 1974 栗毛 フランス    | Runaway Bride                              | Aimee                                      |                  |
| 母 Snow Bride 1986 栗毛 アメリカ | 母の母Awaasif 1979 鹿毛 カナダ             | Snow Knight                                | Firestreak                                 | Firestreak       |
| 母 Snow Bride 1986 栗毛 アメリカ | 母の母Awaasif 1979 鹿毛 カナダ             | Snow Knight                                | Snow Blossom                               |                  |
| 母 Snow Bride 1986 栗毛 アメリカ | 母の母Awaasif 1979 鹿毛 カナダ             | Royal Statue                               | Northern Dancer                            | Northern Dancer  |
| 母 Snow Bride 1986 栗毛 アメリカ | 母の母Awaasif 1979 鹿毛 カナダ             | Royal Statue                               | Queen's Statue                             |                  |
| 母系(F-No.)                      | 22号族(FN:22-b)                            | 22号族(FN:22-b)                            | 22号族(FN:22-b)                            | [ § 2 ]          |
| 5代内の近親交配                  | Northern Dancer 2×4、Nearco 4×5、Menow 4×5 | Northern Dancer 2×4、Nearco 4×5、Menow 4×5 | Northern Dancer 2×4、Nearco 4×5、Menow 4×5 | [ § 3 ]          |
| 出典                             | 1. 2. 3.                                   | 1. 2. 3.                                   | 1. 2. 3.                                   | 1. 2. 3.         |